# 엘렉트라 (에우리피데스)
《엘렉트라》(고대 그리스어: Ἠλέκτρα, Ēlektra)는 에우리피데스가 쓴 고대 그리스 비극 작품이다. 기원전 410년대 중반, 기원전 413년 이전에 쓰여진 비극으로 추정하고 있다. 소포클레스의 엘렉트라 이전 또는 이후에 처음 만들어졌는 지 여부는 명확하지 않다.

## 배경
엘렉트라는 기원전 412년경에 집필된 것으로 추정된다. 주인공 엘렉트라는 오이디푸스와 자주 비교되는데 아가멤논 왕의 딸로서 아버지를 살해한 어머니 클리타임네스트라에게 극단적인 혐오와 증오를 드러내는 인물이다. 그리하여 엘렉트라는 많은 문학 작품에서 아버지에게 집착하고, 어머니를 극단적으로 증오하는 딸의 전형으로 다뤄졌다. 이 작품에서 엘렉트라는 모든 사건의 중심에 있는 인물로 사건의 전개에서 가장 중요한 역할을 한다. 아가멤논이 살해된 후 어머니와 아이기스토스의 강요에 못 이겨 가난한 농부와 결혼하게 된 엘렉트라는 어머니를 몹시 증오한다. 엘렉트라는 몰래 귀국한 동생 오레스테스에게 복수를 종용하고 마침내 오레스테스는 아이기스토스를 죽이는 데 성공한다. 하지만 오레스테스는 어머니를 선뜻 죽이지 못한다. 자신을 낳아 준 어머니를 살해하는 게 얼마나 큰 불경인지를 알고 있기 때문이다.
에우리피데스는 엘렉트라를 복수심에 불타는 비이성적인 인물로, 오레스테스를 마지못해 어머니를 죽이지만 후회하는 인물로 재현한다. 그는 또한 이들의 어머니요, 아가멤논을 살해한 클리타임네스트라를 잔인하기는 하지만, 일말의 가책을 느끼는 인물로 재현했다. 이는 그녀를 아가멤논의 살해를 정당화하는 악인으로 묘사했던 소포클레스와는 다른 시각이다. 소포클레스가 복수의 정당성을 강조한 반면 에우리피데스는 모친 살해의 죄악을 강조하고 있다.

## 등장 인물
- 엘렉트라 - 아가멤논과 클뤼타임네스트라의 딸
- 농부 - 엘렉트라의 남편
- 오레스테스 - 엘렉트라의 동생
- 퓔라데스 - 오레스테스의 친구
- 코러스 - 뮈케네의 여인들
- 노인 - 선왕 아가멤논의 가정교사
- 사자(使者)
- 클뤼타임네스트라 - 엘렉트라와 오레스테스의 어머니
- 디오스쿠로이들 - 제우스의 아들들, 클뤼타임네스트라의 오빠들이다. 카스토르와 폴뤼데우케스를 말한다.